# 欧兰 (上加龙省)
欧兰（法語：Aurin，法語發音：[oʁɛ̃]）是法国上加龙省的一个市镇，属于图卢兹区。

## 地理
欧兰（43°32'13"N, 1°41'0"E）面积7.49 平方千米，位于法国奧克西塔尼大區上加龙省，该省份为法国西南部内陆省份，西南端与西班牙接壤，自此顺时针与上比利牛斯省、热尔省、塔恩-加龙省、塔恩省、奥德省和阿列日省接壤。
与欧兰接壤的市镇（或旧市镇、城区）包括：朗塔、卡拉芒、莫尔维尔、普雷塞尔维尔、塔拉贝勒。

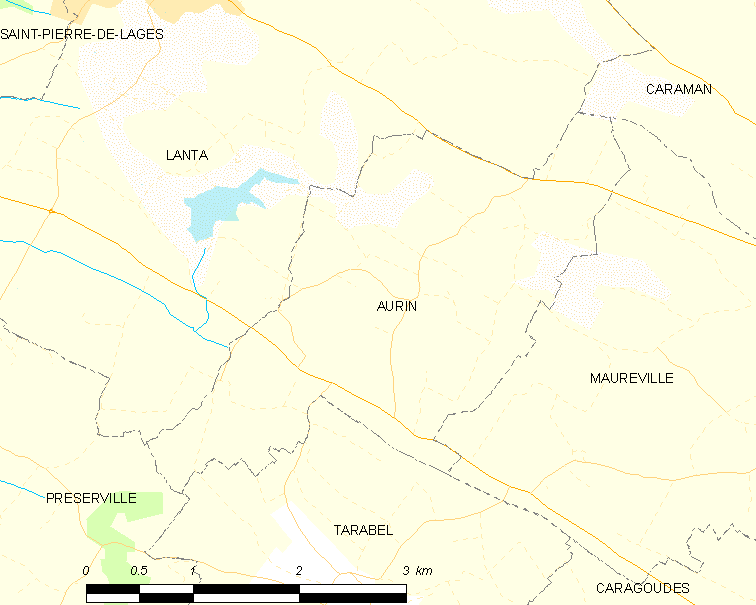
的OSM定位图

欧兰的时区为UTC+01:00、UTC+02:00（夏令时）。

## 行政
欧兰的邮政编码为31570，INSEE市镇编码为31029。

## 政治
欧兰所属的省级选区为勒韦勒县。

## 人口

1962-2008年间人口变化图示

欧兰于2022年1月1日时的人口数量为340人。